# Autarquia
L'autarquia, o economia autosuficient (ambdues del grec αὐτάρκεια) o autosuficiència és un terme comunament utilitzat en l'economia que indica la condició de les persones, llocs, mecanismes, societats, sistemes industrials o nacions que lluiten per al seu autoabastament o que rebutgen tota ajuda externa. Es pot trobar o proposar en països que tenen prou recursos naturals per a no haver de disposar d'importacions de cap mena.

## Definició general
Referit als individus i als grups, el terme s'aplica a formes més limitades d'autosuficiència, com conrear un estil de vida en el qual la persona es deslliga del sistema social en el qual està immers per, per si mateix, satisfer les seves necessitats bàsiques. Com a mitjans per a una supervivència autosuficient els individus i els grups humans van des de produir els seus propis aliments, fins a condicions més extremes, com recloure's dels altres. Una comunitat autàrquica és aquella amb suficients recursos econòmics que no depenen significativament dels intercanvis amb agents aliens a aquesta, on es produeixi prou per a acte proveir-se i determinar la seva manera de vida, tal situació és més factible que ocorri en organitzacions poc complexes.
En el cas dels Estats, l'autosuficiència implica una configuració econòmicament independent de l'intercanvi econòmic, l'ajuda (humanitària, tècnica, darrere de més desenvolupament, etc.) que poden oferir-li altres Estats, via subsidis, crèdit extern o subvencions; és pròpia d'alguns Estats en la seva fase inicial de capitalisme. En el cas de les entitats polítiques centrals (els països independents), l'autosuficiència es concreta quan s'evita sol·licitar préstecs a organitzacions internacionals com el Fons Monetari Internacional, el Banc Mundial, entre altres institucions financeres, i resistint-se a implementar les seves polítiques.
El concepte d'autarquia' pot tenir diversos significats: 
- en l'economia, es refereix al territori o país que limita o restringeix el comerç amb la resta del món, i que no és afectat per les influències externes, i depèn, completament, dels seus propis recursos. Aquest concepte també es coneix com a economia tancada. Es deriva del grec αὐτάρκεια, que significa 'autosuficient'. El concepte d'autarquia també es refereix a una política econòmica pròpia dels feixismes encaminada a l'autosuficiència d'un sistema econòmic, amb la reducció de les importacions, després de l'aplicació de mesures fiscals, duaneres i monetàries, i l'aprofitament dels recursos propis. La dictadura franquista (1939-1975) a Espanya va voler potenciar l'autarquia en el país, cosa que no va resultar gaire beneficiosa.[4]
- en política, es refereix a l'autogovern o al govern absolut, és a dir, l'autocràcia. Tanmateix, en aquest cas, es deriva del grec αὐταρχία;
- en filosofia, s'utilitza per a expressar l'actitud individual de l'individu que es basta per ell mateix. Es tracta d'una postura antidogmàtica, pròpia del socratisme, de la filosofia cínica, i també dels corrents hel·lenístics de l'estoïcisme, l'epicureisme i l'escepticisme.

## Ideal filosòfic
En l'Antiga Grècia diversos corrents filosòfics van veure en l'autarquia un ideal de vida. Per a les escoles cínica, estoica, epicúria i cirenaica, l'autarquia és la situació pròpia del savi, que es basta a si mateix per ser feliç, car no necessita per a això una altra cosa que l'exercici de la virtut. En aquest sentit, és la independència del savi, que al costat de l'autonomia (llibertat) i l'ataràxia (impertorbabilitat) configuren les característiques ideals del savi.

## Dret
En el dret administratiu, l'autarquia és la forma de descentralització administrativa que permet el govern per si mateix en l'administratiu, personalitat jurídica i patrimoni propi, i a més una finalitat pública en les seves funcions; és característica de l'ens autàrquic. Segons el dret constitucional és la capacitat d'autoadministrar-se o autogovernar-se, però conforme a estatuts orgànics provinents d'un poder superior. Els conceptes d'autonomia i autarquia, per adquirir precisió, han d'estar necessàriament referits a un sistema jurídic-polític determinat, ja que existeixen diferència de matisos.

## Liberalisme associatiu
En el liberalisme associatiu l'autarquia social és una utopia respecte de l'Estat en un context en què aquesta s'entén com la "completa autonomia i independència del poble respecte de tota assistència estatal", a la qual s'arriba mitjançant la descentralització social de les potestats i atribucions de l'Estat en favor de totes les organitzacions que conformen el teixit social.

## Economia
L'autarquia és el sistema econòmic segons el qual una nació deu ser capaç de proveir-se a si mateixa i subvenir a totes les seves necessitats amb un mínim d'intercanvi comercial amb l'exterior i rebutjant els capitals estrangers. L'autarquia és el sinònim d'economia tancada al comerç exterior o al mercat global, la qual cosa comporta establir restriccions a l'intercanvi entre individus de diferents llocs.
- Autarquia permanent o passatgera, segons sigui deguda o no a algun element com una guerra que obliga a un comportament d'aquest tipus.
- Autarquia absoluta o relativa. En el primer dels casos, molt més extrem, no es manté cap relació amb l'exterior.

### Exemples històrics
- Un cas poc conegut d'Autarquia econòmica és l'esdevinguda en la República del Paraguai durant la dictadura de José Gaspar Rodríguez de França, el qual va tancar totes les duanes (excepte la d'Itapúa amb el Brasil) restringint el comerç amb l'exterior. Aquesta mesura és avui vista com un factor fonamental de l'existència del Paraguai com a país independent.

- Estats socialistes com Corea del Nord o Albània durant la seva època socialista han practicat l'Autarquia econòmica (en el cas de sofrir bloquejos econòmics, per pressions externes, Corea del Nord en l'actualitat).